# Tignère
Tignére – miasto w Kamerunie, w Regionie Adamawa, stolica departamentu Faro-et-Déo. Liczy około 4,4 tys. mieszkańców.
W mieście znajduje się lokalne lotnisko.